# Peter Christian Abildgaard
Peter Christian Abildgaard, född den 22 december 1740 i Köpenhamn, död där den 21 januari 1801, var en dansk djurläkare och veterinärmedicinsk författare. Han var son till Søren Abildgaard och bror till Nicolai Abraham Abildgaard.

## Biografi
Abildgaard ägnade sig först åt apotekaryrket och blev efter medicinska studier medicine doktor varefter han under några år praktiserade som stadsläkare i Köpenhamn. Under tiden studerade han vid Claude Bourgelats veterinärskola i Lyon och grundade Abildgaard Köpenhamns kungliga veterinärskola (1773), vid vilken han utövade en betydelsefull verksamhet som lärare och direktör. Utom lärda avhandlingar utgav han en mängd populära skrifter i veterinärvetenskapen. Abildgaard invaldes 1790 som utländsk ledamot nummer 149 av Kungliga Vetenskapsakademien.